# 朱令铊中毒事件
朱令铊中毒事件是发生于1994至1995年的一宗投毒悬案。1994年11月底，就读于中國北京市清华大学化学系的1992级学生朱令（1973年11月24日—2023年12月22日）出现铊中毒症状，最后得助于互联网才得到确诊和救治。这是中华人民共和国首次利用互联网进行国际远程医疗的尝试。1995年5月北京警方针对朱令被投毒一事立案调查，但「由於事发兩個月後才報案，直接證據已被滅失，案件繼續偵查難度大」經中央領導批示，北京市公安局於1998年8月25日结案；此案引发媒体与网络的报道和外界的关注与讨论。直到受害者朱令在2023年12月22日逝世，真凶仍未归案。

## 背景
朱令，本名朱令令，因为熟人常叫她朱令，故媒体报道中常以“朱令”称之。1973年11月24日，朱令出生在北京市一个知识分子家庭。父亲吴承之退休前曾任中国国家地震局（后改称中国地震局）高级工程师。母亲朱明新是中国共产党地下情报人员朱启明之女。二人于1959年进入中国科学技术大学地球物理系学习，在校园相识后组成家庭，育有二女。两个女儿一个随父姓，一个随母姓。长女吴今是北京大学生物系学生，在1989年4月2日与同学去野三坡春游时失踪，遗体在兩天後的4月4日中午被发现，确认为意外死亡。
朱令于1973年11月24日生于北京，初中和高中都在北京匯文中學度过。1992年，朱令考入清华大学化学系，属物理化学和仪器分析专业物化2班。朱令从小就学习钢琴，15岁时師從孫貴生学习古琴， 大学期间加入清华大学民乐队並成为主力队员，1994年荣获全国高校艺术表演独奏组二等奖。另外她也是北京市游泳二级运动员。

## 过程

### 发病、病程和确诊前的治疗

#### 第一次发病
据其同学提供的信息，1994年10月，朱令的眼睛曾两次发生暂时性失明以及数日的视力模糊，虽然她先后分别在清华大学校医院以及清华大学指定的北医三院接受眼科检查，但医院并没有检查出病因。
从1994年11月24日起，朱令开始出现奇怪的中毒症状：起先是肚子疼，吃不下饭；接着（12月5日）胃部不舒服；最后（12月8日）她的头发开始脱落，並在几天内掉光。1994年12月11日晚上，朱令带病坚持参加清华民乐队在北京音乐厅专场演出，朱令表演古琴独奏《广陵散》。12月23日，朱令入住北京市同仁医院消化内科病房，检查尿砷尿汞均正常，影像学检查和内分泌各项检查正常。但是，甲皱处呈严重微循环异常状态。住院期间，辅以营养支持和中医治疗，朱令的病情得到缓解，并长出头发。虽然没有查出病因，朱令在住院一个月以后，于1995年1月23日出院。

#### 第二次发病
1995年2月20日，寒假结束，新学期开始，朱令返校。2月27日，朱令出现比较剧烈的双腿疼痛。3月6日，朱令的病情恶化，她的腿疼痛很厉害，并感到眩晕，朱令父母将其送往北医三院求治。曾经参与诊断救治的陈震阳教授在其论文《罕见的1例严重铊中毒情况介绍》中记录到，朱令“3月8日又出现强烈的脚痛，小腿痛，痛得不敢触及任何物品，这一次比上一次更为严重，病情发展很快，并累及腰部。”
1995年3月9日，朱令父母带朱令到协和医院的神经内科专家门诊，李舜伟教授接诊后，告诉朱令的母亲“太像60年代清华大学的一例铊盐中毒病例”。在当天的病历裡，李舜伟教授描述朱令的病情：“神清语利，明显脱发，四肢不能被人触碰，指尖和足底红，不肿，温度较高，指尖和膝以下触刺觉减退，膝反射对称，踝反射低。高度怀疑轻金属类中毒，如铊铍等，清劳卫所张寿林所长、丁茂柏等教授会诊。”入院时，朱令“两手指甲有明显的Mees纹，被怀疑有铊中毒的可能”。为了进一步明确诊断，李舜伟教授当即与中国医学科学院劳动卫生研究所张寿林教授联系，请其为朱令诊断。当天，朱明新陪同朱令到张寿林处检查，根据症状，张寿林怀疑朱令是急性铊或砷中毒，但是该所也不可检测。由于朱令及其父母和清华大学否认患者有铊盐接触史，并且协和医院称不具备做该项化验的条件，协和医院一直没有进行铊中毒的检测。

#### 入院检查和治疗
1995年3月15日，朱令住进北京协和医院的神经内科病房，主诉为“脱发、腹痛、关节肌肉痛3个月，双下肢远端疼痛7天，眩晕3天……患者于入院前3个月（1994年12月8日）无明显诱因出现腹痛，为持续性隐痛伴阵发性绞痛，3个月后出现脱发，双肩、膝关节酸痛”，初次确诊结果为“周围神经病、肢端红痛症原因待查”。当天做的腰椎穿刺结果正常。第二天神经内科会诊，排除免疫性疾病，中毒性疾病和代谢性疾病。协和医院按照格林-巴利综合征诊治。入院后病情继续发展，很快波及胸部；面肌歪斜，语音不清，饮水呛咳，出现呼吸困难。治疗采用广谱抗生素、抗病毒药物、皮质激素、免疫抑制剂和白蛋白注射等。
3月20日，朱令陷入昏迷。
3月23日，朱令中枢性呼吸衰竭，协和医院采取气管切开术。
当天，神经内科大讨论，诊断改为急性播散性脑脊髓神经根神经炎
采用血浆置换疗法进行治疗。
3月24日，协和医院开始对朱令采取血浆置换疗法，到4月18日，前后共7次，每次均在1400-2000毫升，总计达10000毫升血浆。有些人认为这对未确诊的情况下维持朱令的生命起到重要的作用，但在这个过程中，朱令感染上丙肝。
3月28日，朱令并发左侧气胸，被送入协和医院的重症监护室（ICU），依靠呼吸机维持呼吸。
4月3日，神经内科大会诊。医学专家来自北京协和医院，北京解放军301医院，博爱医院，北京医院等。最后会诊意见为：现行的诊断和治疗都是合适的。事后朱令家属和其中几位专家交谈得知：在去协和医院会诊时，他们因考虑协和医院已经排除铊中毒，就只能从其他方面寻找病因。
朱令陷入长达五个月的昏迷状态，直到8月31日苏醒。
协和医院对朱令进行多项检测（包括艾滋病病毒、腰椎穿刺、核磁共振、免疫系统、化学物质中毒、抗核抗体、核抗原抗体、莱姆病、尿砷等），但除了莱姆病以外，其它项目的化验结果皆为阴性。在这段时间，协和医院通知朱令家属，明确表示可以“排除铊中毒”。

### 通过互联网求救
1995年4月10日，朱令的高中同学、北京大学力学系92级学生贝志城、蔡全清等人将朱令的病史，相关各项检查，协和医院医生的诊断和治疗措施翻译成英文，通过在北京大学的互联网向Usenet的sci.med及其他有关新闻组和Bitnet发出求救电子邮件。
由于当时中华人民共和国互联网不发达，美国加州大学洛杉矶分校（UCLA）的中国留学生李新博士和美国驻华大使馆的医生约翰·W·奥尔迪斯博士（Dr. John W. Aldis）一起帮助创建UCLA朱令铊中毒远程诊断网，在朱令铊中毒远程诊断的信息发布和协调上產生关键作用。1996年，李新博士和其同事们发表一篇论文，详细记述当时构建和运行远程医疗诊断系统的经过及在朱令铊中毒事件中的重要作用。贝志城、蔡全清等在北京大学上传朱令的病例资料，包括患者发病时的照片，实验室检查结果，神经系统检查结果，放射影像（胸片，脑部核磁共振）等；李新博士和他在UCLA医学院放射科的同事们架设服务器，用来存储朱令的病情资料，汇总分类收到的世界各地发来的电子邮件信息。世界各地的医学专家们可以通过网络了解朱令的病情进展，写电子邮件来询问进一步的信息或者提出相应的诊断或治疗建议。
根据加州大学洛杉矶分校（UCLA）医学院服务器上备份储存的朱令诊断治疗日志记载，早在4月10日贝志城发出电子邮件的当天，就有医生回覆诊断为铊中毒。美国神经外科医生芬克博士认为重金属中毒的可能性很大。但是当时协和医院回复说所有关于重金属中毒方面的实验室检查都已做過；随着进一步的沟通，美国医生们最终发现协和医院只有做金属砷的筛选试验。越来越多的医学专家认为铊中毒不可以排除，认为协和医院必须尽快做关于金属铊的筛查。圣裘德儿童研究医院的医生在回信中指出“疑似铊中毒，认为根据头发脱落、胃肠道问题和神经问题等症状几乎可以确诊”。芬克博士回忆说，随着朱令病情的恶化，为了尽快明确诊断，他们通过各种渠道催促协和医院做铊中毒的筛查；当时除了动用美国驻中国北京大使馆的人脉，直接传真相关的学术文章给协和医院，奥尔迪斯博士还和时为协和医院医护人员的旧友们亲自沟通。
贝志城和蔡全清等在发出求救电子邮件后，一共收到来自18个国家和地区的2000多份回复（一说收到回信1623封，贝志城说超过3000封）。在发出求救邮件的18天里，有84位医学专家提出“铊中毒”的诊断。一说，约30％的回复认为这是典型的铊中毒现象。在铊中毒被明确之后，各种治疗建议（如普鲁士蓝、螯合剂或血液透析）通过电子邮件被发往北京大学。
铊是一种剧毒化学品，在中华人民共和国《剧毒物品品名表（GA58-93）》（1993年10月1日执行）中铊与氰化物同为A类（氰化物属于第一类A级，铊盐属于第二类B级。）。

### 协和医院拒绝海外医学同行的建议
1995年4月18日，贝志城拿着翻译好的电子邮件到协和医院重症监护区门口给医生参考，但他没有得到积极回应，很少人参看，也没有采纳电子邮件中的铊中毒判断和相应的检测办法，使得当时网上远程诊断的结果没有及时发挥相应的作用。
当朱令父母请求医生考虑电子邮件提出的意见时，协和医生表示：“我们有能力查阅国际医学数据库。”“北大学生带来很多问题。”贝志诚多年以后仍旧愤懑不平，在2005年网上激辩孙维时，他写道“协和当年的ICU主任，是他拒绝进行进一步的重金属中毒检查，甚至在发现协和误诊之后，毫无内疚之感，居然在医院会议上说：‘这件事是西方反华势力企图利用此事搞臭中国医疗界’”。
奥尔迪斯博士在朱令的诊疗日志里记录到：至5月16日为止，贝志城收到将近2000封电子邮件。另外一方面，贝和他在北大的朋友们试图送给协和医院一个调制解调器，从而使协和医院能够直接和海外的医学同行们进行交流。不幸的是，因为某些“非技术性原因”，贝志城等人所有的尝试都未成功。奥尔迪斯博士对当时海外医生和协和医院之间交流渠道的狭窄以及因此导致有关朱令病情诊疗的信息无法沟通感到十分遗憾。

### 铊中毒确诊和之后的治疗

#### 铊中毒确诊
由于互联网上的回信怀疑是铊中毒，当朱令父母得知北京市劳动卫生职业病防治研究所的陈震阳教授可做铊中毒鉴定后，在一位协和医生的暗中帮助下，取得朱令的尿液，脑脊液，血液，指甲和头发，于1995年4月28日来到北京市劳动卫生职业病防治研究所进行检验。测定显示，“所有标本中均有很高的含铊量，高于健康人千百倍，从而铊中毒的诊断得到证实。”例如，4月28日各样本的结果为：尿铊275 ug/L，血铊31 ug/L，毛发含铊531 ug/kg，指甲含铊22,824ug/kg，脑脊液263 ug/L。当天，陈震阳教授出具检测报告，认为朱令为两次铊中毒，并怀疑有人蓄意投毒，同时建议服用普鲁士蓝解毒。负责诊断治疗的北京协和医院的医生们在他们1998年发表的一篇学术论文中，强调指出朱令“无明确毒物接触史，早期表现腹痛脱发，未经特殊治疗自行缓解，1个月后又突发周围神经病，并出现脑病表现，不排除2次中毒的可能”。

#### 普鲁士蓝治疗
普鲁士蓝是治疗铊中毒的特效药。但是根据加大洛杉矶分校服务器上备份储存的朱令诊断治疗日志记载，协和医院一开始（4月28日）没有使用普鲁士蓝，而是准备采用二巯基丙醇（BAL），一种用于重金属中毒的解毒剂。有铊中毒治疗经验的药学博士伊万·彼得热尔卡（Dr. Ivan Petrželka）和供职于洛杉矶毒物控制中心（Los Angeles Poison Control Center）的阿肖克·贾殷博士（Dr. Ashok Jain）均认为二巯基丙醇（BAL）不是铊中毒的特效药而且有很强的副作用。4月28日当晚，朱令家属在协和的帮助下，在中日友好医院找到库存剩下的二十支普鲁士蓝针剂。后来朱令家属又在北京市劳动卫生所找到库存的普鲁士蓝。
4月29日，贾殷博士打电话给协和医院神经内科的黄博士，建议采用普鲁士蓝+血液透析+氯化钾多管齐下的联合治疗方案。贾殷博士让李新博士写下自己的治疗方案并让他传真给协和医院。同时，奥尔迪斯博士打电话给他在美国驻中国大使馆的朋友Reynolds夫妇让他们接受传真，并亲自送往协和医院的重症监护病房。Reynolds夫妇当天送达；在随后的几天又送一次。
5月1日，李新博士和协和医院重症监护病房杜博士通话，转达美国同行普鲁士蓝的治疗建议。纽约毒物控制中心的汉米尔顿博士和霍夫曼博士、洛杉矶毒物控制中心贾殷博士、美国驻华使馆医生奥尔迪斯博士、神经外科医生芬克博士和威廉·帕尔默博士（Dr. William Palmer）在一起讨论朱令的病情后，达成一致意见：“必须马上使用普鲁士蓝！”
5月3日，协和医院开始采用联合治疗，普鲁士蓝+血液透析+氯化钾+二巯基丁二酸。这是在4月28日铊中毒确诊后，普鲁士蓝首次被应用于朱令的治疗。
5月9日，朱令的血小板下降至40,000/mm3，血液透析不得不停止。在回输朱令妈妈的血之后，朱令血小板减少的状况得以改善。
5月11日，朱令出现腹泻同时出现蓝色的汗液。汉密尔顿博士和霍夫曼博士认为铊正随普鲁士蓝排除体外。
5月16日，朱令被重新开始进行血液透析。
5月22日，鉴于血液透析引起朱令的血小板减少和凝血功能下降，协和医院在美国医生的建议下停止血液透析，而单用普鲁士蓝。
5月23日，协和医院医生發现，朱令开始有头部转动，对外界刺激有面部表情显示疼痛的反应。
根据陈震阳论文和协和医院论文的记载，除了普鲁士蓝，当时的其他治疗还包括“异丙醇灌胃”，“持续颈静脉血滤，氯化钾排铊等措施”，这些记载和UCLA服务器上备份储存的朱令诊断治疗日志基本吻合。因为协和医院至今未能向朱令父母和律师提供朱令病历，详细的病情演变和治疗经过不得而知。
一个月后，朱令体内的铊被排出。报告显示，5月30日脑脊液中未检出铊，5月31日的尿铊1 ug/L，血铊1.5 ug/L，粪便中铊含量为1600 ug/L。至8月4日，尿铊2 ug/L，血铊0.3 ug/L，粪便中铊含量为10 ug/L，毛发含铊30 ug/kg，指甲含铊165 ug/kg（详细数据见“附表-患者历次测定各样本中的含铊量”）。但是，由于铊离子在体内滞留的时间太长，朱令的神经系统遭到严重损害，视觉几乎完全丧失，肌体功能也受到严重损伤，且仍处在昏迷中。

#### 严重后遗症
1995年8月31日，朱令从长达5个月的昏迷中苏醒。陈震阳教授认为，“病人虽然开始苏醒，但由于中毒过重，昏迷时间太长，病人的中枢和周围神经系统都受到严重破坏。”在康复阶段，“患者症状有所改善，上肢已能活动，记忆力也有一定的恢复，能记忆起早些年如初中发生的一些事，也能用含糊不清的语言简单的表达一些问题。患者发病前会弹琴，但此时除了手还似乎能作一点弹奏的动作外，连琴弦也拨不响。舌头和嘴的肌肉配合不协调，无法用正确语言来表达她想要表达的内容。两腿肌力仅1～2级。视力减退，视神经部分萎缩。CT检查结果，整个大脑，小脑出现萎缩”。协和医院在其论文《铊中毒五例临床分析》中总结道，朱令经治疗后“临床症状与体征有显著改善，但由于病程较长，遗留有视神经萎缩，双下肢瘫，肌萎缩，智能障碍等后遗症”。
1995年11月，朱令从协和医院出院，转入其他医院和康复中心接受治疗。
2000年10月，奥尔迪斯博士专程去北京看望朱令一家。在他写给那些帮助过朱令的同事们的电子邮件中（11月30日），他记述朱令的现状：因为膈神经损伤而导致的肺部疾患使得朱令不得不继续住院；朱令不能说话，几乎全盲。他认为，朱令的神经系统受到严重损害。
中华人民共和国公安部办公厅在2007年9月17日在一封答复全国政协委员的回函中（《中华人民共和国公安部关于政协十届五次会议陈章立委员来信反映问题调查情况的复函（公办查〔2007〕040014号）》），描述铊中毒给朱令带来的严重后遗症：“……大脑、中枢神经、肺、肝均受严重损伤，脑组织萎缩，双目失明，四肢、语言及记忆功能丧失，处于重残瘫痪状态。”

### 康复情况
1994年铊中毒以来，经过近三十年的康复治疗，由于铊中毒损伤不可逆转，朱令的智力、视觉、肌体和语言功能都没有得到恢复，留下永久的严重后遗症，朱令的生活根本无法自理，必须由年迈的父母照料生活起居。
在2013年，在政府部門的安排下，朱令免費住進了小汤山医院；同年5月，朱令父母接受《羊城晚报》采访时说，“每天令令醒了我们就起床，扶她起来，第一件事是给她清理气管：雾化、清痰、洗肺，然后注入胰岛素，再一勺勺喂早餐。”康复锻炼也是朱令每天的必修课。屈膝半蹲动作单靠她一己之力无法完成，年届七旬的父母便合力帮忙，父亲站在前边，和轮椅上的女儿顶住膝盖，母亲朱明新则在后边紧紧托住女儿的腰，防止她受伤。朱令几乎每年都要住院，少则半个月，长则半年。2011年的一场感冒，让她在重症监护室住10个月，花费60多万元，“不生病还好，一生病花钱就多了。”那场感冒引发肺部感染使用呼吸机，以致她此後只能吃流食。

### 离世
2023年4月，朱令被檢查時發現右顶叶后部脑瘤，由於還有片狀水腫，腫瘤發作後可能會壓迫主神經，醫生當時稱「可能活不过10月」；11月18日，朱令脑瘤发作，颅压过高，瞳孔放大，高烧至39℃，陷入重度昏迷。同年12月22日22时59分，朱令逝世，終年50歲；遺體告別儀式於同月24日中午12点在八宝山殡仪馆舉行，有約150人參加，輓聯寫著：「朱顏逢劫，令人扼腕，當年謎案留追憶；才女香消，舉世悲嘆，此生命運意難平」。2025年8月12日，朱令的骨灰安葬于北京市万安公墓。

## 调查

### 怀疑投毒
为朱令作铊检测和远程诊断的医生都提出朱令是被蓄意投毒的意见。圣裘德儿童研究医院的医生在回信中还指出“如果不是朱令在工作中使用到铊（一如在生产光学镜头中需要），那么很有可能是被人故意投毒”。北京市劳动卫生职业病防治研究所的陈震阳认为朱令为两次铊盐中毒，第二次中毒是致死的大剂量，并判定是有人投毒。
朱令神智清醒时，曾向协和医院神经内科主任李舜伟否认其在实验室接触铊的传言。李舜伟对此不敢轻易相信，特地询问清华大学化学系，请求出具书面证明。1995年3月，清华大学出示学生接触化学药品的清单，肯定朱令无铊盐接触史。此事被记入病历。

### 报案
1995年4月28日晚，当朱令被确诊为铊中毒后，朱令父母立即向清华大学当时的化学系副系主任、主管学生工作的薛芳渝教授提出报案的请求。薛芳渝教授当即请示时任清华大学党委书记的贺美英和清华大学校长王大中，请示后薛芳渝立即打电话向兼任清华大学派出所副所长的清华大学保卫部部长报案（清华大学保卫部和清华大学派出所由于历史原因，人员构成基本相同）。次日早晨，朱令的舅妈又与薛芳渝教授联系，要求立即迁出同宿舍的同学以保护现场，查封朱令在学校的物品，进一步化验；薛芳渝教授则表示，迁出同学有困难。
五一国际劳动节之后，1995年5月5日，清华大学保卫部向北京市公安局报案。

### 宿舍失窃
在4月28日至5月7日间，朱令宿舍发生一起“失窃案”，朱令的私人用品丢失，包括隐形眼镜小盒、口红、洗发液、浴液和水杯。

### 立案侦查
1995年5月7日，北京市公安局正式立案侦查。同日，清华大学派出所对朱令家属进行笔录，并对其告知朱令生活用品被盗一事。
“据公安局有关人士说北京市工作中需要使用铊和铊盐的单位只有二十多家，能接触到铊的只有二百多人”。2006年，据了解内情又有几十年破案经验的老公安王补推断，“嫌疑人的范围是很小的”，并根据清华大学女生宿舍的严格管理，进一步推断“朱令身边就有凶手”。王补曾被誉为“中国警坛测谎先驱”，据朱令的父亲称，他是北京市公安局科研处的处长。
见诸报道的关于案件的进展和调查情况多通过采访朱令父母获得，包括：警方在石家庄找到孙维所在课题组购买铊发票，并在1995年夏秋时分到朱令父亲单位调查过朱令父亲和孙维父亲的关系；1995年底，清华大学派出所所长李慕成告知朱令父母，“有对象”，“上面批准后，开始短兵相接，只剩一层窗户纸”；1996年2月，北京市公安局十四处有关领导对朱令家属表示案件难度很大，仍在努力之中；1997年2月，清华大学化学系薛芳渝教授告知朱令家人，校方将配合警方作一次有效的侦破行动，但后来一直没有下文。
根据北京市公安局官方微博在2013年5月8日17时06分发布的【北京警方回应“朱令令案”】，北京市公安局组成专案组开展侦查工作，根据朱令的日常活动情况，调查走访130余名相关人员，并对北京市经营、使用铊盐的全部100余家单位开展工作。

### 讯问嫌疑人孙维
孙维（又名孙释颜），女，北京人，清华大学92级物化2班学生，是朱令的同班同学，也是朱令寝室的三位室友之一（其余二位是来自新疆昌吉的金亚和来自陕西宝鸡的王琪，都出生于1975年）。当年孙维和朱令都参加清华民乐队，朱令演奏古琴和中阮，孙维演奏中阮。
据孙维称，1997年3月，朱令的家人以学生即将毕业离校，人证即将难以获得为由致信北京市公安局局长，要求抓紧侦破。1997年上半年，朱令家人上书国家领导人。而2013年5月，《三联生活周刊》的报道证实此点，朱令家属的确分别在1997年3月25日以及5月20日给北京公安局局长张良基和国家领导人写信要求破案。报道中还称，朱令家属对孙维清楚两次上书的时间以及内容表示不解。
而孙维更表示，1997年在警方的调查中，清华大学转而向警方表示，清华大学实验室的化学品管理非常严格，只有化学系有铊盐，且孙维是唯一能接触到铊盐的学生。据《孙维的声明》：“我4月2日被讯问时第一次从公安那里了解到的情况竟然是：我是唯一能接触到铊的学生，而且实验室的‘管理非常严格’”。但是，国家教委办公厅发布《关于加强学校实验室化学危险品管理工作的通知》（教备厅（1997）13号），指出：“1995年5月，1997年5月，清华大学、北京大学先后发生两起学生铊盐中毒案件。除涉嫌人为作案外，铊盐未按剧毒品管理是其重要原因。”
1997年4月2日，北京市公安局十四处以“简单了解情况，只是换个地方”为由，将孙维从实验室带走讯问。根据1997年1月1日施行的新修改的《中华人民共和国刑事诉讼法》第九十二条规定，“对于不需要逮捕、拘留的犯罪嫌疑人，可以传唤到犯罪嫌疑人所在市、县内的指定地点或者到他的住处进行讯问，但是应当出示人民检察院或者公安机关的证明文件。传唤、拘传持续的时间最长不得超过十二小时。不得以连续传唤、拘传的形式变相拘禁犯罪嫌疑人。”在被持续讯问8小时后，孙维在讯问笔录上签字，随后十四处通知孙维家人接孙维回家。这是公安部门对孙维进行的首次及唯一一次讯问。
后来，得知朱令家人早在1997年上半年就上书党和国家领导人后，孙维家人于1998年1月也给高层领导写信反映情况。
之后，北京市公安机关没有对任何人再进行过关于朱令案件的讯问。
在2005年年底，孙维以“孙维声明”的ID在天涯社区发表“孙维的声明——驳斥朱令铊中毒案件引发的谣言”一文（具体见下节“2002年至2007年”）。其中写道，“98年8月，公安14处宣布解除对我的嫌疑，他们承认没有任何证据证明我和朱令中毒有关。”

### 结案与争议
在署名为朱明新（朱令之母）的1997年11月18日发表在UCLA朱令铊中毒远程诊断网上的一封信（原文为英文）中称：“顺便说一下，我想你们可能已经听说，警方迄今一直怀疑身为朱令同宿舍兼同班同学的一位女生是真凶，但他们说少于1%的过硬证据尚属缺乏，比如指纹之类的东西，因为犯罪嫌疑人趁中毒的临床报告出来得太迟，破坏朱令宿舍的物品。尽管如此，警方仍表示不会放弃并有自信在公开的法庭上给嫌疑人定罪。”
但自1995年5月7日立案之后，该案从未进入诉讼阶段，北京警方也一直没有对外宣布侦破此案。
即便该案1998年8月25日以无果的结论结案后，警方也并未向社会公布结案的消息。
2006年，已经退休的清华大学派出所所长李慕成对记者说，“这件事是市公安局十四处刑警队李树森主办的，我们只做协助工作。”
主要负责该案件的北京市公安局十四处的李树森，在2006年对采访他的记者表示“这件事在调查工作中已有一定结论，从个人来讲，我不愿意回答；从公安民警的纪律来说，我不宜发表意见。领导要求我怎么向媒体说一些事情，我只有照办。”他表示由于公安机关内部纪律的要求，只能说抱歉，不能回答记者的问题，“这件事情很敏感，过去那么长时间了……”。
2007年3月，全国政协十届五次会议召开之际，全国政协委员陈章立（原中国地震局局长）上交有关朱令的提案，希望抓紧破案并且妥善处理。
中华人民共和国公安部办公厅在2007年9月17日发出《中华人民共和国公安部关于政协十届五次会议陈章立委员来信反映问题调查情况的复函（公办查〔2007〕040014号）》中称，北京市公安局文保处已于1998年8月25日结办此案，并妥善答复当事人家属。该复函还详细说明该案的许多内情，首次披露当年“朱令令的家长多次致信中央领导和有关部门，中央和有关部门领导同志均对此作出批示，要求加强办案力量，尽快办结此案。”并披露北京市及清华大学已经向朱家交付101.2万元人民币，其中北京市交付20万元，清华大学交付81.2万元。
2007年公安部的公办查〔2007〕040014号文件并未向社会公布，直到2013年4月20日才由《新京报》披露部分情况。2013年朱令父亲表示，公安机关至今并未告知朱家此案已结。
1998年8月25日，即本案结案当天，北京市公安局约见朱令家属称：经过职业病防治研究所化验鉴定，确定朱令是铊中毒；查清清华大学铊盐的使用情况，确认清华大学实验室购买过铊盐，铊盐毒品的使用没有经过严格的管理和登记；朱令是在学校内中的毒；排除了朱令本人曾使用或接触过铊盐；排除其家属或亲朋接触过铊盐。
孙维声称自己并不是唯一一个能从学校实验室获得铊盐的人。

孙维还表示，自己不能够“替学校背这么大的黑锅”。
2006年1月13日，孙维在天涯社区发帖《声明:要求重新侦查，为“窃听器”错误向网友和公安道歉（页面存档备份，存于）》称“已委托家人于2006年1月9日向公安机关正式提交书面申请，强烈要求公安机关采取透明办案方式重新侦查朱令中毒案件。”
2013年5月8日，北京市公安局通过其官方微博“平安北京”发表一篇长微博（页面存档备份，存于），向社会通报该案有关情况。其中还特别指出“工作中，专案组始终坚持依法公正办案，未受到任何干扰。”这份向社会公布的通报没有提及2007年公安部公办查〔2007〕040014号文件中提到的朱令令的家长多次致信中央领导和有关部门，中央和有关部门领导均对此作出批示的情况。

### 其他争议
网络名人方舟子和斯坦福大学博士石毓智在网上质疑贝志城言论。朱令家的律师之一张捷也说：“贝志城当初应当有些话说大，被方舟子抓住”，但受到质疑更多的是贝志城自相矛盾的一些说法。例如：“大学后完全没见过面，所以朱令第一次中毒也没有去看望过”和“印象中在她出事前，我只在去清华找朋友玩的时候在路上碰到她一次寒暄几句”。贝志城最初声称孙维作案动机是“争演出”，在孙维声明发表后，也承认“这个（争演出）能不能算动机，现在的我和三年前的判断也有不同。”

### 公开案情的呼吁
2006年，朱令曾经所在的物化2班试图组织一次联名公开信，“请求公安机关重新侦查该案”。这是由童宇峰发起，朱令的另外一个同学张利负责收集签名。在2013年接受《博客天下》记者采访时，张利说：“2006年5月，收集到海外同学7份签名，国内同学6份签名。”在他印象中，国内的女生，包括王琪等都没有在公开信上签名。童宇峰在媒体上透露，征集签名时，金亚、薛刚、潘峰等人都曾在校友网上要求修改公开信中提到的各种细节。公开信的联署和发布因此推后，而高菲、金亚、薛刚等人最终也没有参与签名。这封公开信始终未能面世。
2008年5月1日，《中华人民共和国政府信息公开条例》正式实施。朱令家人向北京市公安局提交要求公开朱令急性铊中毒案侦破过程和结果的申请。5月30日，北京市公安局以“法律、法规及相关规定不予公开的其他情形”为由，对此申请发出“政府信息不予公开告知书”。2009年3月16日北京市政府正式进行复议，决定撤销北京市公安局的不予公开的决定。
2009年，朱令家人在律师的陪同下再次到北京市公安局要求公开案件信息，同时了解案件侦破进展，接待人员表示需请示领导再给答复。随后又是几年过去了，仍是没有下文。
2013年5月8日，北京市公安局通过其官方微博“平安北京”发表一篇长微博，向社会通报该案有关情况（见上文）。朱令家属对此表示继续希望要求信息公开。《南方都市报》在5月9日，回应发表的第二天，引述媒体人@哑巴在微博上的消息，表示朱令母亲朱明新对没有信息公开表示失望。而其父吴承之则对《温州都市报》表示，他“如果要放弃，十几年前就放弃”并且“要求信息公开”。
2013年5月9日，李春光以朱令代理律师的身份，被朱令父母授权于2013年5月9日12时左右向北京市公安局寄送《信息公开申请书》，要求：公开北京市公安局“结办”“朱令令案”的事实材料依据、规范性文件依据以及相关程序文书资料等信息；对该案中“不予公开的相关涉密材料”的密级及保密期限予以公开。依照《中华人民共和国政府信息公开条例》第9、13、21、22、24和26条的规定，北京市公安局应当在15个工作日之内向申请人（朱令父母及其代理律师）以书面形式公开申请事项。但是，截至2013年6月9日，北京市公安局对此未作出任何回应。

### 一封神秘的信件
2013年9月26日，有网友在微博发布“一封奇怪的来信”，直指朱令铊中毒案是朱令室友集体投毒所致。次日，各大网络媒体纷纷转载报道此事。此网友称：“信件已交北京警方，目前尚未得到答复”。李春光律师亦在微博晒出此信的信封照片。当年6月底，朱令家人收到一封写自美国洛杉矶、寄自拉斯维加斯的信件。这封信落款是5月31日，寄出日期是6月4日于美国的拉斯维加斯。落款“冬冬”的作者在信中称，如果不是朱令影响别人休息，“也不会被同宿舍人集体毒残”。信中写到：“她影响别人睡眠已有两年多，同宿舍人均处于半崩溃状态，且忍无可忍，只想将她逐出宿舍，要她生病留级，将她毒残，纯属意外。”媒体记者未能联系到该网友求证信件照片的来源。

## 相关各方

### 清华大学

#### 对清华大学的质疑
朱令病因确诊后，清华大学化学系隐瞒分析中心有铊的事实。2006年，原物化2班的一名同学回忆此事时说，“至少在朱令病因确诊后，化学系不应该隐瞒分析中心有铊的事实。”从1995年起，清华大学校方一直声称，清华大学的化学毒品管理十分严格，本科生不可能接触铊盐。
而孙维更表示，1997年在警方的调查中，清华大学转而向警方表示，清华大学实验室的化学品管理非常严格，只有化学系有铊盐，且孙维是唯一能接触到铊盐的学生。2006年，清华大学化学系教授李隆弟表示，“我和童爱军老师是同一个实验室的，那位同学（指孙维）当时是在童老师名下到实验室做毕业论文。朱令不在这个实验室里。同学们是可以随便进实验室进行实验的。”2006年1月12日，在接受《新民周刊》记者采访时，当年指导孙维本科毕业论文的童爱军教授承认，当年自己和孙维（报道中化名“苏荟”）因为课题需要都接触铊盐，但童爱军强调：“仅仅说只有我和苏荟能接触到铊盐是不对的，当年我只是一名讲师，参与的是一个大的课题组，有其他教授和同学参加这个课题组，而且这个课题组也不止我们清华一家单位。”童爱军以第一作者的身份在1996年发表一篇涉及到铊盐的学术论文。孙维本人也从未否认自己可以接触到铊盐，但对清华大学向警方所说的自己是唯一一位能接触到铊盐的学生的说法则并不认同。

#### 清华大学化学毒品管理混乱的曝光
1997年起，清华大学改变此前一直坚持的该校化学毒品管理很严，本科生不能接触铊的说法。1997年4月9日，当时仍在化学系任教的薛芳渝教授说：清华大学化学实验室有铊，多数本科生的确不接触铊，但朱令同一宿舍的女生因帮助老师搞课题，能够接触并使用铊。1997年4月28日，清华大学总务处杜总长、办公室马主任、保卫处陈处长、教务处李处长等人共同会见朱令家属，杜处长说，学生正常学习环境中没有铊，包括朱令在内的本科生及研究生都不接触铊，清华大学对化学药品的管理很好。但薛芳渝教授则对朱令的父母说，化学实验室里有铊，某些学生在研究课题中能够接触到铊，已在电话中告知朱令家属。
孙维在其2005年于天涯社区发的帖子中声称，她在1997年4月2日警方的讯问中首次得知，清华大学声称她是唯一能够接触到铊的学生。孙维对此不能接受。她查阅有关文献后认为，在收稿日期分别为1991年、1994年、1995年、1996年的多篇论文中，清华大学化学系都有使用铊试剂的记载。直到1997年警方开始调查，化学系才禁止使用铊。此外，后来化学系领导也承认，除了化学系，其他系的实验室也有铊。孙维还认为清华大学化学系对化学毒品管理混乱。
为此，1997年4月，她的哥哥（并非清华大学学生）多次独自赴化学系实验楼，拍摄自己随意拿取桌上的有毒试剂进出实验楼，而无人加以制止的情况。1997年5月5日，孙维找到清华大学党委办公室，将该录像放给党委办公室人员看，并称：“我唯一的要求就是希望由学校自己向公安反映真实情况，说明我真的不是唯一能够接触到铊的学生，这比较有利于维护学校的形象。”1997年5月6日清晨，清华大学各实验室突然进行大规模整改，要求师生停止工作，将全部药品严格分类管理，有毒试剂上锁保管，同时由清华大学保卫处进行录像。1997年6月26日，清华大学党委副书记张再兴约见朱令家属，重申以下几点：朱令没有接触过铊；学校毒品管理是按照规定进行的；学校事发后及时报案，凡是公安局要求的都做了；朱令宿舍被盗不能简单说谁有责任。
1997年6月30日，清华大学本科生毕业典礼之前，化学系领导通知孙维，由于其被公安调查而不能发给毕业证书，并让其父母来学校谈话，称学校接到公安通知缓发其毕业证书及学位证书。当时接待孙维及其父母的一位清华大学党委领导还称：“在朱令中毒的案件中，清华经过多次反思，认为校方没有任何责任。”孙维的父母当即赴北京市公安局十四处了解情况，结果公安局方面称根本没听说过孙维学籍之事。其间，孙维和父母致信清华大学党委领导，要求学校将缓发毕业证书的决定尽快通过书面形式通知孙维并加盖公章。虽经过多次交涉，但清华大学坚持不发给书面通知。
1997年7月18日，孙维将其哥哥的录像带和自己查到的清华大学化学系使用铊试剂的有关文献交给公安部门。
1997年7月28日，国家教委办公厅下发教备厅〔1997〕13号文件《国家教育委员会关于加强学校实验室化学危险品管理工作的通知》，对清华大学铊盐管理混乱问题进行定性：“1995年5月、1997年5月，清华大学、北京大学先后发生两起学生铊盐中毒案件。除涉嫌人为作案外，铊盐未按剧毒品管理是其重要原因。”
此后，经孙维及父母多次催促，1997年8月下旬，清华大学党委、校办及化学系领导等人在清华大学招待所（丙所）接待孙维及父母。孙维及父母表示，清华大学扣发孙维的毕业证书及学位证书毫无依据。清华大学党委领导则称：“现在有两条路让你选择：要么要学校承认错误，要么解决你的问题。”并称，“你想让清华认错，是绝对不可能的！”此次谈话双方不欢而散。此后，孙维又给清华大学党委领导打两次电话，要求：“学校如不发证书就应该给我们一份不发证书的书面通知。”1997年9月29日，化学系领导打电话通知孙维第二天赴学校领取证书。

#### 封存在化学系的朱令物品再次被盗
2006年，在接受《青年周末》采访时，朱令的母亲朱明新告诉记者，朱令在清华大学的物品于1998年第二次被盗。由于清华大学主动赔偿，态度很好，朱家就一直未将此事公开。1998年12月，朱明新为朱令办理退学手续时，发现朱令的相机、蜂蜜、咖啡等遺失。对此，朱令父母质疑：两次失窃丢的都是朱令的生活用品，有人要掩盖什么？
朱明新说，公安部门早在1995年就将这些物品封箱后存在化学系办公室，并给朱家一份物品清单。化学系对此的解释是“系里搬過几次家，也许是装修工人偷的”，主动赔偿朱家3000元。此后，记者联系到清华大学化学系主任薛芳渝，他拒绝接受采访。

### 协和医院

#### 朱令家人诉协和医院
朱令家人认为，北京协和医院误诊并耽误治疗时间，才使得铊中毒给朱令带来严重的后遗症。1996年12月，一家律师事务所的律师（截至目前，未见披露姓名以及所在所）提供法律援助，接受朱令家人的委托将协和医院起诉至东城区人民法院，“要求医院赔偿经济和精神损失近80万元”。1997年10月，北京市医疗事故鉴定中心作出协和医院不存在过失、不属于医疗事故的鉴定。1999年4月2日，一审协和医院胜诉。
1999年12月，免费代理此案的浩天律师事务所律师俞蓉向北京市第二中级人民法院提出重新进行鉴定的申请，法院委托北京市法庭科学技术鉴定研究所再次鉴定，该单位出具鉴定意见：“（协和医院）该不作为的行为导致被鉴定人朱令病情被诊断的延误，因此，北京协和医院在本次医疗行为上存在一定的不当之处”。2000年11月26日，北京市第二中级人民法院终审判决协和医院补偿朱令医疗等损失人民币10万元。
2013年4月24日，朱令的代理律师张捷在其博客上发表“朱令案中有关协和医疗问题的质疑”一文，矛头直指协和医院，除了列举其在诉讼过程中作伪证，还列举其在诊断治疗过程中的一系列可疑之处。如，拒绝进行铊中毒的化验；坚决拒绝一切对于铊中毒的怀疑；拒绝为朱令家属化验铊提供样品；对于朱令家属的化验结果表示怀疑；拒绝使用特效药普鲁士蓝进行治疗若干天，坚持使用自己的解毒方案；输血没有合法的手续造成朱令丙肝，等等。

## 案外活动

### 致信高层
中华人民共和国公安部办公厅在2007年9月17日发出的《中华人民共和国公安部关于政协十届五次会议陈章立委员来信反映问题调查情况的复函（公办查〔2007〕040014号）》中首次披露，在该案的侦查过程中，“朱令令的家长多次致信中央领导和有关部门，中央和有关部门领导同志均对此作出批示，要求加强办案力量，尽快办结此案。”该复函未向社会公布。2005年孙维曾提到，1997年上半年，朱令的家人曾上书国家领导人。1997年4月2日，北京市公安局十四处传唤孙维。
此外，1997年，朱令的外公朱启明（原名朱焘谱，原北京市商业局副局长、北京市高级人民法院顾问，燕京大学北京校友会理事）还找到老同学黄华（原全国人大常委会副委员长、国务院副总理、外交部长、中共中央顾问委员会常委），将外孙女朱令中毒的详细材料交给黄华。1997年6月27日，黄华致信《燕大校友通讯》（燕京大学北京校友会编印，面向海内外燕京大学校友发行），建议燕京大学北京校友会呼吁燕京大学校友和社会各界友人发起捐助救援活动。该信刊登在《燕大校友通讯》1997年8月第24期。
《燕大校友通讯》在此信下摘登《中外期刊文萃》1997年第6期上的记者采访报道。文末附有校友会的捐款呼吁。
根据黄华的说法，当时燕京大学北京校友会负责人可以看到朱启明交给黄华的详细材料。1996年11月时，燕京大学北京校友会负责人如下（附1997年6月时的职务及重要的原职。退休或离休者仅附原职）：
- 会长：雷洁琼（时任全国人大常委会副委员长、中国民主促进会中央主席。原北京市人民政府副市长）
- 常务副会长：张定（原中国社会科学出版社党委书记、社长）
- 副会长：
  - 吴阶平（时任全国人大常委会副委员长、九三学社中央主席）
  - 陆禹（时任北京市对外友好协会顾问。原北京市人民政府副市长兼秘书长、中共北京市顾问委员会副主任）
  - 侯祥麟（时任中国科学院、中国工程院院士、中国石油化工总公司及中国石油天然气总公司高级顾问，中国石油学会名誉理事长。原全国政协常委）
  - 王琇瑛（时任中华护理学会荣誉理事长，原全国妇联副主席）
  - 叶笃义（时任全国政协委员，原中国民主同盟中央副主席、全国政协常务委员）
  - 陈鼎文（原北京市政协副秘书长、北京市文化局副局长）
  - 侯仁之（时任北京大学教授、中国科学院院士，原全国政协委员）
  - 龚普生（原驻爱尔兰大使、全国政协委员）
  - 王钟翰（时任中央民族大学教授）
  - 方圻（时任北京协和医院内科学教授、名誉院长、中华医学会常务理事）
  - 轲犁（原北京体育大学副校长、中华全国体育总会秘书）
  - 魏鸣一（原电子工业部副部长、中国国际信托投资公司董事长、中共第十二届中央候补委员）
  - 吴惟诚（时任西南联大北京校友会副会长，原中共北京市委统战部副部长）
  - 王广荃（原北京市计划委员会主任、北京经济技术开发区管委会主任）
  - 李伯康（原中共北京市委统战部部长、北京市政协副主席）
  - 刘文兰（时任《燕京学报》编委，原北京大学团委书记）
  - 经君健（时任中国社会科学院经济研究所研究员）
  - 边肇基
- 总干事：石文博

据孙维称，后来，在得知朱令家人早在1997年上半年就上书国家领导人后，孙维家人于1998年1月也给高层领导写信反映情况。
1998年3月《燕大校友通讯》第25期上发表朱焘谱的《感谢校友们伸出援手》一文。

### 孙家首次主动提出沟通
2006年1月14日，孙维父母托朱令的大学同学转交给朱家一封信，主要内容是希望两家进行沟通。同年1月19日，孙维的母亲给朱明新打电话，依然表明沟通的意愿。“我接电话的时候没反应过来，沟通的时间、地点都没定。还有，和谁沟通？我想直接和孙维沟通，我想知道孙维会怎么消除我对她的怀疑。”朱明新对当时采访她的《青年周末》的记者说，“我想对孙维说，只要你想和我们沟通，我会一直等着。”

### 2002年前的报道
2002年前，关于朱令事件，仅偶见中文媒体报道，主要集中于朱令的悲惨遭遇、远程医疗的作用以及朱家与协和医院的医疗纠纷等。
1995年6月，《南方周末》报导本事件，内容是有关互联网在本次事件利用远程医疗挽回朱令的生命，以及互联网对国计民生的益处，并未披露事件的投毒性质。
1995年9月，《女友》杂志记者陈童发表文章探讨铊中毒的原因，但在采访朱令同宿舍女生时受到冷遇。
1996年8月，美国的《读者文摘》发表题为“互联网上的急救”的文章（原题：Rescue on the Internet），详细记述在朱令中毒事件中，中国大学生通过互联网传递患者信息，世界各地医学专家联手诊断治疗，中美医学专家艰难弥补分歧，成功救治朱令的故事。这是朱令铊中毒事件第一次被外国主流媒体报道。
1998年6月，《生活时报》报道朱令家属和协和医院的医疗纠纷。
1998年6月，《中国律师》刊文记录朱令住院，互联网诊断，协和医院治疗的经过，部分内容涉及协和医院在此事件中的某些不积极的医疗行为：未经实验室检查，武断排除铊中毒；拒绝了解互联网上世界医学专家的建议，耽误诊断等。文章首次指出朱令在协和医院住院期间的主治医师名叫魏镜。魏镜医生是学术文章“铊中毒五例临床分析”的第二作者。这篇发表于1998年的学术文章，回顾自60年代起协和成功救治多例铊中毒患者并详细记录朱令病史。
2000年10月14日，《北京青年报》报道朱令在一次严重肺功能衰竭后康复。12月31日，《北京晨报》同样报道朱令的近况。两篇报道都没有关于投毒的信息。
2001年，《三联生活周刊》和《环球时报》分别在2月19日及3月13日报导朱令家属与协和医院的医疗纠纷的终审结果。

### 2002年至2007年
2002年3月25日，贝志城以真实姓名在“新语丝”网站发表《朱令案件的一些情况》一文，称几乎可以相信孙维是謀害朱令的凶手，并爆料指称孙维是因在民乐团同朱令争抢古筝演出机会而产生矛盾，同时他还“谴责政治在里面的干预”。
2005年11月30日，在天涯社区，一名ID为“skyoneline”的用户发表《天妒红颜：十年前的清华女生被毒事件（页面存档备份，存于）》重提此案，指控孙维就是真凶，声称孙维是唯一能接触到铊盐的学生，并指此案未破是“因为政治的干扰”，还爆料称“据网上传言，孙维的祖父曾任民主革命委员会副主席，参加过辛亥革命。孙维作为最大嫌疑人曾接受警方调查。据说孙维祖父死前，最高领导人去探访他，他的要求就是把他孙女放出来。又据说当时的北京市公安局局长大发雷霆说：放他妈什么放，打死装在麻袋里放出去。”这个帖子在天涯社区内引起关注，网友纷纷指责孙维。一些网友甚至對其進行人肉搜索，找出孙维的家人、住址、所在单位等个人信息，还有朱令和孙维所在班级的同学列表。
2005年12月30日，天涯社区一个ID为“孙维声明”的用户（此ID由孙维父亲证实为孙维本人，同时也被在天涯发表评论的部分物化2班同学证实）发表《孙维的声明——驳斥朱令铊中毒案件引发的谣言（页面存档备份，存于）》，以孙维的名义公开为自己辩解，称自己不是“学校唯一能接触铊的学生”，并驳斥称贝志城爆料的所谓争抢古筝演出机会的事根本不可能发生，同时驳斥所谓孙家通过政治背景干预办案的说法，称自己是在1997年4月2日接受唯一一次讯问，而祖父早在1995年12月9日就已经去世。文章中称“我是清白无辜的。我也是朱令案件的受害人。”她认为自己没有“投毒动机”，呼吁公安机关尽早破案，“让凶手受到应有的惩罚”。
孙维的声明发表之后，几位物化2班的同学迅速以真名或化名在回帖中发言支持孙维。其中，同宿舍的金亚（化名“太阳正暖”）在孙维声明发表4分28秒后第一个回长帖支持，称清华大学化学系实验室当时管理混乱是事实，宿舍不是朱令唯一的活动场所，孙维和朱令没有矛盾，孙维性格开朗没有高干子弟的架子。薛钢（案发时任物化2班党支部书记）和李含琳（化名“shoptodrop”）也发帖支持。其中薛钢针对贝志城的发言发表25条反驳意见。
2005年12月31日，贝志城借用朋友“花沐兰”的ID在天涯社区发表《转贴贝志城关于朱令事件的声明》，驳斥孙维及其同学的发言称：孙维在1997年之前已经被调查；孙维爷爷托话，高层干预不是空穴来风；宿舍关系不是像孙维说的那样好；贝志城，朱令和朱令家人都深信孙维是凶手。贝志城还写道，“记得多年前我去朱令家看望朱令时，朱令曾经喃喃自语说：我还把孙维当好朋友……难怪她在我休息（至第一次中毒后回清华）的时候老给我送咖啡喝。”
2006年1月13日，天涯社区ID为“孙维声明”的用户（此ID此前已被证实为孙维本人）发表《声明:要求重新侦查，为“窃听器”错误向网友和公安道歉（页面存档备份，存于）》，驳斥各种谣言，如“孙维天天给朱令喝咖啡”、“在孙维床下的箱子里找到彻底清洗过的咖啡杯子，孙维的解释是朱令一直不在怕杯子脏了，所以就给洗了，然后怕落灰所以放到自己箱子里保管”、“清华传言朱令中毒是因为他爸爸走私铊，不小心沾染的。同时，我补充一点，谣言的来源最后查到，确定为孙维所为”、“孙维声称公安仅在97年询问过她一次，这也是撒谎。不说派出所和学校保卫部，据我所知，市公安局在95年开始就传唤过她很多次”、“经公安部调查，在做了大量工作后，孙维本人承认她对朱令下毒----”等等。最后，孙维特别声明，“我已委托家人于2006年1月9日向公安机关正式提交书面申请，强烈要求公安机关采取透明办案方式重新侦查朱令中毒案件，查明真相，给朱令家人一个交代、还我清白！”
2006年1月29日，一位自称孙维同班同学的用户匿名在新浪网上发表文章《孙维同班同学：我们替孙维辩护的真相》，指控孙维在天涯社区发表声明是一起精心策划的集体行动，并附上指导同学为其上网辩护的《回帖纲要》。在文章的结尾附有据传是孙维，谢飞宇，金亚，高菲，李含琳，王琪的MSN账号（电子邮件）。据说，孙维与朱令的一名同班同学曾在清华校友网要求涉事的同学解释《回帖纲要》的真伪，但没有得到回应。该同学也表示，他认为邮件和回帖纲要都是真的，而且涉事同学没有再在清华大学校友网与其他同学联系。邮件集中也有被《羊城晚报》记者认为是孙维让好友不回复该名同班同学的邮件。贝志城则声称，《回帖纲要》和邮件是计算机“黑客”破解邮箱得到的。
2006年1月中旬起，《中国日报》、《新闻晨报》、《法制早报》、《南方人物周刊》、《新民周刊》、《青年周末》、《华夏时报》、《大连晚报》等众多媒体对朱令事件相关内容以及网络上的讨论进行报道。
2006年3月1日，孙维在丈夫谢飞宇、哥哥孙晓辰的陪同下来到北京凤凰会馆，与凤凰卫视《鲁豫有约》主持人陈鲁豫见面，准备讨论朱令事件和谣言给她生活带来的影响。但由于孙维方面的原因，采访暂时中止。《鲁豫有约》执行制片人曹志雄证实孙家与凤凰卫视签订一个“内容保密协议”，主要规定不允许透露双方讲述的内容。
2007年1月22日、23日，中国中央电视台综合频道（CCTV-1）《东方时空》節目播出专题纪录片《朱令的十二年（上）、（下）》。
2007年3月，全国政协十届五次会议召开之际，全国政协委员陈章立（原中国地震局局长）上交有关朱令的提案，希望抓紧破案并且妥善处理。中华人民共和国公安部办公厅在2007年9月17日发出《中华人民共和国公安部关于政协十届五次会议陈章立委员来信反映问题调查情况的复函（公办查〔2007〕040014号）》（见上文）。

### 2013年
2013年4月15日，上海复旦大学发生医科硕士中毒事件，警方确认是室友投毒。随后，网民讨论中再次提起朱令事件。
2013年4月17日晚，贝志城@一毛不拔大师 在腾讯微博接受网友提问，直指孙维是未被绳之以法的嫌疑人，称不认为嫌疑人（指孙维）有被绳之于法的一天，并再度公布“发帖指南”，称当前更希望大家为朱令捐助。
2013年4月18日，天涯论坛帐号“孙维声明”时隔七年后再度发帖《这么多年，和很多人一样，等待真相水落石出的那一天》，声称她希望真相大白，比任何人都想将真凶绳之于法。不过，值得一提的是，天涯网站在2011年底曾发生过大规模帐号泄露事件。此次网络事件再度引起中国及海外华人网民对孙维以及相关室友的“人肉搜索”，找出据称是相关人员的电话、家庭住址、工作信息以及个人照片等个人信息。
2013年4月19日，《南方都市报》通过电子邮件采访据称在2005年底破解孙维及相关人员电子邮箱的计算机“黑客”，获得孙维指导几名同学支持她澄清嫌疑声明的“发帖指南”等资料。“黑客”的身份获得贝志诚的确认。
2013年4月29日，广东《羊城晚报》发表《朱令“铊”中毒，何时有真相》的报导，被各大网站转载，其中新华网、人民网的转载链接后来删除。
2013年5月，莎拉·蒂斯黛尔诗作《Like Barley Bending》的中文版《大麦歌》在中国大陆網路走红，网传作者为朱令铊中毒事件中的受害者朱令。这篇朱令在高中时期的译作受到网友赞赏，称其超越原诗意境，比郭沫若的译作高出一筹。当时正值朱令案升温时期，诗的内容不禁让人们想起朱令的遭遇，为之唏嘘。然而，这首“朱令译《大麦歌》”的出处始终不详。事实上后来人们发现这首译作大概率并不是朱令翻译的，而是台湾著名学者李敖译作《大麦诗》的讹传，其翻译的时间是1960年，在李敖入伍当兵之时，该作品后来收录于《李敖大全集》中。
2013年5月3日，新浪微博屏蔽以“朱令”、“孙维”、“铊中毒”、“铊”等做关键词进行的微博搜索。陈坤、姚晨、李开复等名人关于朱令案的微博遭到删除。5月6日，新浪微博的微博搜索解除对上述关键词的屏蔽。
2013年5月3日，美国白宫网站出现关于朱令案的在线请愿（连结），请愿中称孙维有动机、有途径获取铊、导致朱令瘫痪，朱令案发生后孙维更改名字为Jasmine Sun，并通过“婚姻欺诈”赴美。请愿要求“为保护我们的安全，要求美国政府调查并驱逐孙维”。截至2013年5月11日，该在线请愿已获得14万余签名。但是朱令同学在海外成立的帮助朱令基金会向《21世纪经济报道》称，请愿书存在基本事实谬误，甚至没有证据证明孙维在美国。
2013年5月6日，新华网发表题为《舆论呼吁及时澄清“朱令案”传闻》的新闻评论，评论中发出：“案子卡在哪里？对朱令家属的询问乃至申请信息公开，究竟为何搪塞、不予告知？玄之又玄的所谓‘法律、法规及相关规定不予公开的其他情形’具体指的是什么？特别是公众质疑的，当年本案有没有受到权力的不正当‘干涉’？”等7个疑问。新华网的这篇评论随后也被删除。
2013年5月7日，在无锡电视台经济频道的《观点制胜》节目中，朱令的父亲吴承之接受采访，首次在公开场合指控孙维是最大嫌疑人。吴承之告诉记者，在1997年4月初，北京市公安局退休老公安王补（前北京市公安局科研处处长）曾专门找到他们夫妇，提醒他们作案人应具备的几个条件：一、在1995年2月20日至3月3日间，能够接触到朱令的饮食起居，能不使朱令察觉投毒；二、熟知朱令活动规律，生活习惯，掌握投毒的时机和场合；三、懂得铊盐毒性、毒理；四、可接触到铊盐；五、有作案动机；六、有异常表现。
吴承之在访谈中称，孙维是最大嫌疑人。他认为主要有3点根据，第一当年清华大学曾经向他证实孙维是校内唯一有机会接触到铊的学生；第二，检验结果表明，朱令先后2次铊中毒，而第二次中毒地点就在宿舍内；第三，他们向警方报案后没几天，朱令过往的宿舍就发生一起离奇的盗窃案，唯一丢失的就是朱令曾经用过的一些洗漱用品，这是在销毁投毒证据。而且根据在王补过世前给他的其对凶手的分析和资料，吴承之“很明显知道谁是凶手”。但是，吴承之暂时不希望公开此份材料。吴承之还称，王补把“他的手稿他的案件分析全部给我们留下，他没给他领导留”。几天之后，这期《观点制胜》的视频在国内网站上被删除。
2013年5月8日，北京警方通过在新浪微博上的官方认证帐号“平安北京”就“朱令令案”作出回应，向社会通报该案的有关情况。
2013年5月9日，《人民日报》发表署名评论《朱令案，公开是一剂解毒良药》，呼吁公安机关公开朱令案。
2013年5月，国际各大主流媒体开始纷纷报道朱令事件，评价中国社会对此事的反响，论述事件对当今中国社会和政治的影响，包括美国的有线新闻网（CNN），《纽约时报》，《洛杉矶时报》、《华尔街日报》，《基督教科学箴言报》、《华盛顿邮报》、《西雅图时报》，英国的路透社，法国的法新社、《世界报》，日本的时事通讯社、朝日电视台，香港的《南华早报》，澳大利亚的《澳大利亚人》，波兰的《选举报》，及众多网络媒体。
在此期间，中国国内网上各种有关孙维拥有“显赫身世”的小道消息被热传，且更将孙维的爷爷孙越崎与已卸任的原中共中央总书记江泽民设法联系起来。比如，有的消息称“1992年10月16日，孙越崎百岁华诞时，江泽民送来一张他与孙越崎亲切交谈的彩色照片留作纪念。”以此为依据指称孙越崎与江泽民关系非凡。《基督教科学箴言报》5月6日的文章指出，“很多普通市民认为证据被隐藏，原因是孙维的堂伯父曾任北京副市长以及孙维的爷爷据传是当时总书记江泽民的朋友。”法新社的报道则声称，孙维“她的祖父孙越崎是蒋介石的国民党高级官员，后在1949年共产党掌权前夕投向共产党。据称他和中国前领导人江泽民的父亲关系密切。”但所有消息及报道均未指出切实的证据证明孙越崎通过江泽民干涉过此案。
孙维的祖父孙越崎和堂伯父孙孚凌曾在民主党派和全国政协担任要职。孙越崎是中国国民党元老，翁文灝的老部下，受蒋介石重用，曾任中华民国经济部部长、资源委员会委员长，1949年领导资源委员会投向新政权，此后与原资源委员会同仁长期受不公正对待。1980年代，与李锐、千家驹等人是知名的三峡工程反对派，1989年支持戴晴主编图书，迫使三峡工程延期上马。为给原资源委员会人员平反，孙越崎在98岁时致信中共中央总书记江泽民，江泽民随后在中南海接见并宴请孙越崎，谈资源委员会问题，并将此次接见的照片送给孙越崎留念，最终孙越崎争取到中共中央对原资源委员会人员的重新评价。中央及全国政协还先后为孙越崎隆重庆祝99周岁生日、100周岁生日，江泽民、李鹏、乔石、李瑞环等党和国家领导人先后为其祝寿、合影留念。孙越崎于1995年12月9日在北京病逝，享年103岁。而孙孚凌则曾在1983年到1993年担任北京市副市长，1993年到2003年担任全国政协副主席。
2013年5月6日的《基督教科学箴言报》发表文章指出，中国民众的怒火指向孙维可能是因为“精英子弟被广泛认为享有特权”。2013年5月7日的《环球时报》则指出，“舆论激动的原因主要有两点，一是朱令的悲惨遭遇令人唏嘘，二是网上盛传嫌疑人孙维的家庭‘有背景’，当时孙家是通过‘动用关系’平息此案的。”但该报同时指出，“孙维‘家庭背景’的硬条件在北京算不上很显赫，她的亲属即使有心阻止在中国顶尖大学里投毒致残案的调查，也绝不会像网上一些人想的那样容易。”2013年5月7日，香港《南华早报》注意到中国内地的官方媒体罕见地大规模关注此案，并称“中国的网民则普遍认为，一桩并不复杂的刑事案件会在19年後又重新提起，‘此前是因为政治介入，现在仍然是’。”
2013年5月13日，《电脑报》发表题为《朱令谜案：18年前的中国第一次网上会诊》的专题报道，从技术上再次回顾朱令事件。
2013年5月，身在纽约的导演王翀和编剧赵秉昊决定与南京大学合作，计划于9月上演聚焦朱令案的新浪潮戏剧《普鲁士蓝》。因为多方原因，该创作难以推进，现在无限期延后。

### 2015年
2015年7月28日，白宮拒絕對先前的請願書發表評論。

### 2023年至2024年
2023年12月，一些澳大利亚华人向澳大利亚国会请愿，要求驱逐据信定居该国的孙维。法律专家认为，该请愿没有法律依据，驱逐某人只能因其在申请定居过程中提交虚假材料。
2024年1月，《澳大利亚人报》披露了孙维的近况，称孙维已经改名为孙释颜（Jasmine Sun），生活在新南威尔士州史蒂芬斯港，是一名房地产投资人。
4月，吴承之证实近日致信最高检要求再查朱令案。他表示，之所以不能忘记「朱令案」，是因为「朱令本来就是被人投毒的」。「很冤啊！所以我们就要给她申诉，把事情搞清楚。」。
5月，多年来帮助朱令及其家庭的华霖救助基金所运营的微信公众号“朱令我们在一起”发文称，朱令母亲已经收到最高检的短信，称已根据相关法律规定将来信交由北京市人民检察院审查办理。朱令母亲也收到北京市人民检察院的通知。

## 援助

### 民间募捐
自从朱令住进协和医院后（1995年3月），负责朱令公费医疗的清华大学向协和医院支付近50万元的治疗费用。一年后，1996年4月30日，清华大学根据学生因病休学一年停止公费医疗的规定，停止提供朱令的住院治疗费用。至此，朱令所有的治疗费用都要由朱令父母独自承担。
许多关心朱令的人士在2004年3月发起成立“帮助朱令基金会”，建立和维护有关朱令的网站。截至2006年7月11日，基金会海外募捐已超過三万四千美元；其中部分捐款已送达朱令家庭，作为她的康复治疗费用。而截至2013年5月3日，帮助朱令基金会共收到捐款，总计$177,952.27。

### 代理律师
2006年2月，北京市立天律师事务所接受朱家委托，派出张捷和李海霞两位律师为朱令家属提供法律服务及帮助，维护朱令及家人的合法权益。
2013年5月9日，李春光以朱令代理律师的身份，被朱令父母授权于2013年5月9日12时左右向北京市公安局寄送《信息公开申请书》，要求：公开北京市公安局“结办”“朱令令案”的事实材料依据、规范性文件依据以及相关程序文书资料等信息；对该案中“不予公开的相关涉密材料”的密级及保密期限予以公开。李春光毕业于四川大学法学院，法学讲师，2005年获得清华大学法学硕士学位。目前是西南林业大学副教授，中华全国律师协会刑委会委员，云南凌云律师事务所执行主任。
2013年8月13日，李春光在微博上宣布正式启动对清华大学的法律责任追究程序，称另一名北京众赢凯律师事务所张鹏共同签署的律师函已经投妥清华大学。李春光在《广州日报》的相关报道中，对清华大学在事后的处理表示批评。李春光说，收到北京市政府的相关回复，称“该案中‘不予公开的相关涉密材料’的密级及保密期限”的解释由国务院法制办做出，应该向国务院法制办申请行政复议。李春光聲稱月内将会再次启动行政复议。而《新闻晨报》在8月16日的报道中引述清华大学学校办公室一名男性工作人员的消息称，各种渠道都没有收到此份律师函，李春光对此表示“荒唐”，并表示会静观其变。
2013年9月25日，李春光律师在其微博上发布案件的最新进展：“1.校方已收阅该函，校方高层与朱父母已开始接触；2.基于校方要求并尊重朱父母意愿，律师暂不介入该接触过程，亦不就此接受任何采访；3.已启动向国务院法制办申请信息公开事宜；4.北京警方与朱父母仍保持沟通中；5.朱父因病住院手术刚刚痊愈，无大碍。”四川在线记者联系到李春光，他表示，朱令案的进展颇为缓慢，“这个过程也比较艰辛，所以今天才发布案件进展，也感谢律师团的其他成员的协作。”“基于校方要求并尊重朱父母意愿，律师暂不介入该接触过程，亦不就此接受任何采访。”李春光说。
2023年12月23日，《极目新闻》记者致电李春光律师，他称是23日上午朱令在清华时的同班同学给他打了电话，告知了他朱令离世的消息，并受朱令父母的委托，邀请他参加将在北京举行的遗体告别仪式。李春光还表示：从程序上而言，此案本身不因朱令女士离世而终结。

### 视频
2013年前
- 东方时空：朱令的十二年（1） （页面存档备份，存于），中国中央电视台，2007年1月23日
- 东方时空：朱令的十二年（2） （页面存档备份，存于），中国中央电视台，2007年1月23日
- 东方时空：朱令的十二年（3） （页面存档备份，存于），中国中央电视台，2007年1月23日
- 社会记录：完美女生遭遇铊中毒（1 （页面存档备份，存于）、2 （页面存档备份，存于）、3 （页面存档备份，存于）、4 （页面存档备份，存于）），中国中央电视台，2007年2月1日

2013年起
- 高速会客厅：许川专访朱令妈妈朱明新女士 （页面存档备份，存于）  中央人民广播电台，2013年5月6日（音频）
- 中国之声: 连线帮助朱令基金会相关负责人 （页面存档备份，存于）  中央人民广播电台，2013年5月7日（音频）
- 观点制胜  （页面存档备份，存于） 无锡电视台经济频道，2013年5月7日
- 清华大学物化92级物化2班张利采访/帮助朱令基金何清采访 （页面存档备份，存于）  凤凰U Radio 3D话新闻，2013年5月8日（音频）
- 斯伟江律师采访/清华大学92级物化2班童宇峰采访   凤凰U Radio 3D话新闻，2013年5月9日（音频）
- 媒体下午茶：帮助朱令，腾讯网，2013年5月10日（视频）
- YouTube上的朱令，人生五十，鳳凰周刊‧冷杉RECORD，2023年11月24日發表

### 专题报道
- 百度跟进——清华“铊中毒”受害者朱令去世 （页面存档备份，存于）